# Ospemifene
Ospemifene (tên thương hiệu Osphena và Senshio được sản xuất bởi Shionogi) là một loại thuốc uống được chỉ định để điều trị chứng khó tiêu – đau khi giao hợp –  gặp một số phụ nữ, thường xuyên hơn ở những người sau mãn kinh. Ospemifene là một bộ điều biến thụ thể estrogen chọn lọc (SERM)  hoạt động tương tự như estrogen trên biểu mô âm đạo, xây dựng độ dày thành âm đạo, từ đó làm giảm cơn đau liên quan đến chứng khó thở. Chứng khó đọc thường gặp nhất là do "teo âm hộ và âm đạo".
Thuốc đã được FDA phê duyệt vào tháng 2 năm 2013  và bởi Ủy ban tiếp thị châu Âu tại EU vào tháng 1 năm 2015.

## Sử dụng trong y tế
Ospemifene được sử dụng để điều trị chứng khó tiêu. Ở Mỹ, nó được chỉ định để điều trị chứng khó tiêu từ trung bình đến nặng, một triệu chứng của teo âm hộ và âm đạo (VVA), do mãn kinh. Tại EU, nó được chỉ định để điều trị VVA có triệu chứng từ trung bình đến nặng ở phụ nữ sau mãn kinh không phải là ứng cử viên cho liệu pháp estrogen âm đạo tại địa phương.
Nó có sẵn như là một 60   viên mg được uống bằng miệng mỗi ngày một lần. Thực tế là ospemifene có thể uống bằng miệng được quảng cáo là một lợi thế so với các sản phẩm khác được áp dụng tại chỗ trong ống âm đạo. Ospemifene đã không chứng minh bất kỳ tác dụng nào đối với ham muốn tình dục, kích thích, thời gian giao hợp hoặc chất lượng cực khoái trong các thử nghiệm lâm sàng có kiểm soát.

## Chống chỉ định
Phụ nữ bị "chảy máu bộ phận sinh dục bất thường không được chẩn đoán, bị nghi ngờ hoặc nghi ngờ phụ thuộc estrogen, hoạt động hoặc có tiền sử huyết khối tĩnh mạch sâu; thuyên tắc phổi, bệnh huyết khối động mạch; và có thể mang thai" hoặc "bị ung thư vú suy gan "không nên dùng ospemifene. Đây không phải là một danh sách đầy đủ các chống chỉ định.

## Tác dụng phụ
Các tác dụng phụ liên quan đến ospemifene bao gồm tiết dịch âm đạo, bốc hỏa và viêm màng phổi. Tác dụng phụ nghiêm trọng hơn tương tự như tác dụng điều chế thụ thể estrogen và estrogen. Chúng bao gồm, nhưng không giới hạn, huyết khối, phản ứng dị ứng, mệt mỏi và đau đầu, và những người khác có thể xảy ra.  Có những tác dụng phụ khác.
Ospemifene là một bộ điều biến thụ thể estrogen chọn lọc. Như vậy, nhiều hiệu ứng được tạo ra bởi estrogen được tạo ra bởi ospemifene. Cảnh báo đóng hộp của thuốc cho thấy ospemifene có thể làm dày nội mạc tử cung, có thể dẫn đến chảy máu bất thường và ung thư nội mạc tử cung. Đối với phụ nữ dùng estrogen, dùng đồng thời một loại thuốc gọi là progestin đã được chứng minh là làm giảm sự xuất hiện của tăng sản nội mạc tử cung. Về lý thuyết, proestin có thể được dự kiến sẽ làm giảm tác dụng của ospemifene đối với sự dày lên nội mạc tử cung. Tuy nhiên các thử nghiệm lâm sàng xác nhận điều này đã không được thực hiện. Giống như estrogen, ospemifene cũng có thể làm tăng nguy cơ mắc các bệnh tim mạch, bao gồm "đột quỵ, bệnh tim mạch vành, huyết khối tĩnh mạch" và các bệnh khác.  Nguy cơ đột quỵ do huyết khối và xuất huyết được đưa ra là 0,72 và 1,45 trên 1.000 phụ nữ, trong khi đó huyết khối tĩnh mạch sâu được ước tính là 1,45 trên 1.000 phụ nữ. Nguy cơ của những tác dụng phụ này ở phụ nữ dùng ospemifene thấp hơn so với những phụ nữ dùng estrogen đơn độc. Các nghiên cứu chưa ghi nhận nguy cơ tương đối so với phụ nữ dùng liệu pháp estrogen/proestin.

## Dược lý

### Dược lực học
Ospemifene là "chất chủ vận/chất đối vận estrogen làm cho mô âm đạo dày hơn và ít dễ vỡ hơn dẫn đến giảm lượng đau mà phụ nữ gặp phải khi quan hệ tình dục."  Thuốc này nên được sử dụng trong khoảng thời gian ngắn nhất có thể do tác dụng phụ liên quan.

## Lịch sử

### Quy trình phê duyệt
Hormos Medical Ltd., một phần của QuatRx Dược phẩm, đã nộp bằng sáng chế vào ngày 19 tháng 1 năm 2005 cho một dạng ospemifene liều lượng rắn.  Vào tháng 3 năm 2010, QuatRX Dược đã cấp phép ospemifene cho Shionogi & Co., Ltd. để phát triển lâm sàng và tiếp thị. Đơn đăng ký thuốc mới (NDA) đã được đệ trình lên FDA vào ngày 26 tháng 4 năm 2012.  Sửa đổi cho NDA đã được đệ trình vào tháng 6, tháng 7, tháng 8, tháng 10 và tháng 11 năm 2012 và tháng 1 và tháng 2 năm 2013. Cuối cùng nó đã được FDA chấp thuận vào ngày 26 tháng 2 năm 2013.  Ospemifene (dưới tên thương hiệu Senshio) sau đó đã được Ủy ban tiếp thị châu Âu tại EU phê duyệt vào tháng 1/2015.

### Thử nghiệm lâm sàng và tiền lâm sàng
Các thử nghiệm tiền lâm sàng đã được thực hiện trên chuột bị cắt bỏ buồng trứng để mô hình mãn kinh. Upremifene đường uống được so sánh với raloxifene (một SERM khác), chất chuyển hóa của nó 4-hydroxy ospemifene và 4'-hydroxy ospemifene, estradiol và ospemifene dùng làm thuốc đạn.  Estradiol được sử dụng như một biện pháp kiểm soát tích cực và raloxifene đã được sử dụng vì nó thuộc cùng nhóm thuốc với ospemifene.  Nhiều liều ospemifene uống đã được thử nghiệm.  10   mg/kg/ngày của Ospemifene đã được tìm thấy gây ra sự gia tăng lớn hơn về trọng lượng âm đạo và chiều cao biểu mô âm đạo hơn 10   mg/kg/ngày của raloxifene.  Cân nặng âm đạo đã tăng 1,46 lần sau khi điều trị hai tuần 10   mg/kg/ngày của ospemifene.  Số lượng thụ thể progesterone đã tăng lên trong lớp biểu mô âm đạo và biểu mô, điều này cho thấy rằng ospemifene có "hoạt động estrogen".
Một xét nghiệm gắn kết cũng được thực hiện để đo lường ái lực của ospemifene đối với thụ thể estrogen (ERα và ERβ). Nghiên cứu cho thấy rằng ospemifene liên kết ERα và ERβ với ái lực tương tự.  Ospemifene liên kết các thụ thể estrogen với ái lực thấp hơn estradiol.  Ospemifene đã được chứng minh là một chất đối kháng của "giao dịch qua trung gian ERE trên các tế bào MCF-7", mà các tác giả kết luận chỉ ra "hoạt động chống estrogen trong các tế bào ung thư vú."
Hai thử nghiệm lâm sàng giai đoạn 3 kéo dài 12 tuần đã được thực hiện đối với ospemifene. Một người đã đánh giá tác dụng của Ospemifene đối với độ dày mô âm đạo, thành phần và pH âm đạo. Người khác đã đánh giá tác dụng của Ospemifene trên mô âm đạo và các triệu chứng khó tiêu. Giữa hai thử nghiệm, 4 dấu hiệu và triệu chứng đã được đo. Chúng bao gồm ba dấu hiệu liên quan đến mô, hai trong số đó đại diện cho những thay đổi mô học trong mô âm đạo (thay đổi phần trăm tế bào parabasal và thay đổi phần trăm tế bào bề mặt) và thứ ba là "thay đổi pH âm đạo". Dyspareunia được đánh giá trong một trong những thử nghiệm. Nó được định nghĩa là "sự thay đổi trong hầu hết các triệu chứng khó chịu" của sự khó chịu trong sinh hoạt tình dục và giới hạn hơn nữa đối với các triệu chứng khô âm đạo hoặc đau âm đạo. "  Ospemifene tạo ra nhiều thay đổi trong mô âm đạo và giảm các triệu chứng khó thở nhiều hơn so với giả dược.  Một đáp ứng liều cũng đã được quan sát trong thử nghiệm; ospemifene 60   mg có hiệu quả lớn hơn ospemifene 30   mg.  An toàn cũng được đánh giá trong các thử nghiệm giai đoạn 3 này. Có sự gia tăng 5,2% về tỷ lệ bốc hỏa, tăng 1,6% trong nhiễm trùng đường tiết niệu và tăng 0,5% tỷ lệ đau đầu với ospemifene so với giả dược.  Một trong những thử nghiệm ở giai đoạn 3 là thử nghiệm ngẫu nhiên, mù đôi được kiểm soát giả dược ở 826 phụ nữ sau mãn kinh. Các bệnh nhân thử nghiệm được yêu cầu có một hoặc nhiều triệu chứng teo âm hộ (VVA) ở mức độ trung bình hoặc nặng với ít hơn 5% tế bào là bề ngoài khi được kiểm tra bằng phết tế bào âm đạo và pH âm đạo ít nhất là 5,0.  Thử nghiệm này đã không định lượng được sự giảm bớt chứng khó đọc như một biện pháp kết quả nghiên cứu. Thử nghiệm giai đoạn 3 khác được thực hiện ở 605 phụ nữ trong độ tuổi từ 40 đến 80, được chẩn đoán mắc VVA và triệu chứng tồi tệ nhất là chứng khó thở.

## Xã hội và văn hoá

### Bán hàng của Osphena®
Trong nửa đầu năm tài chính 2013, Osphena® đã tạo ra doanh thu 0,1 B yên, có lẽ tương đương với 974.944 đô la Mỹ. Khi Osphena® được đưa ra thị trường, nó được dự đoán sẽ kiếm được 495 triệu đô la trong năm 2017.